# Jakov Trachtenberg
Jakov Trachtenberg (Russisch: Яков Трахтенберг) (Odessa, 17 juni 1888 - Zürich,  26 oktober 1951) was een Russisch-Joodse wiskundige die een methode voor hoofdrekenen ontwikkelde genaamd het Trachtenberg-systeem. Hij werd geboren in Odessa, in het Keizerrijk Rusland (in het tegenwoordige Oekraïne). Hij studeerde af met de hoogste egards van het mijnwerktechniek Instituut in Sint-Petersburg en werkte later als ingenieur in de Obukhov-wapenfabriek. Als begin twintiger werd hij Hoofdingenieur met 11.000 man onder zijn supervisie. De Tsaristische overheid gaf hem de verantwoordelijkheid een goed ontwikkelde marine op te zetten.
Na de Russische Revolutie van 1917, ontkwam Trachtenberg naar Duitsland, alwaar hij zich kritisch uitliet over Nazibeleid. Hij werd vastgehouden in een naziconcentratiekamp tijdens de Tweede Wereldoorlog. Hij ontwikkelde zijn hoofdrekenmethode tijdens zijn gevangenschap. Later ontkwam hij naar Zwitserland.

## Vroeg leven
Trachtenberg was een toegewijde pacifist. Toen in 1914 oorlog uitbrak was hij instrumentaal in het opzetten van een verbond genaamd het Genootschap van Goedwillenden. Het idee was om Russische studenten te trainen om voor gewonden te zorgen; dit kreeg speciale erkenning van de Tsaar. Hij was tegen geweld van elke vorm, ondanks dat hij een leidende rol had in de Tsaristische wapenproductie. Hij weigerde verslagenheid te erkennen zelfs in uitdagende omstandigheden.

## Leven in Duitsland en de Tweede Wereldoorlog
Zijn succesvolle carrière kwam tot een einde met de Russische Revolutie. 1918, toen de Bolsjewistische overheid aan de macht was, werden de ex-tsaar (die werd afgezet in februari) en een deel van zijn familie geëxecuteerd. Trachtenberg was zeer kritisch over de nieuwe overheid en voelde dat zijn leven in gevaar was.
Vermomd ontkwam hij naar Berlijn, waar hij Gravin Alice Bredow — dochter van de laatste hofschilder van de Tsaar — trouwde en wat zijn nieuwe thuisfront werd. Hij werkte daar als redacteur voor een uitgeverij en pleitte voor een vreedzame toekomst. Hij werd beschouwd als een expert op het gebied van Russische aangelegenheden en schreef een boek over de Russische industrie. Toen fascisme onder Hitler aan de macht kwam was Trachtenberg kritisch over de nazi's, vanuit pacifistisch perspectief. In angst dat het regime het op hem had voorzien, ontkwam hij naar Wenen, Oostenrijk. Daar werkte hij voor een wetenschappelijke uitgave.
Na de Anschluss werd Trachtenberg gevangengenomen. Hij ontsnapte uit de gevangenis en ontkwam met zijn vrouw naar wat later Joegoslavië zou worden, waar hij incognito leefde. Al snel werd hij door de nazi's opgepakt en zij transporteerden hem naar concentratiekamp Sachsenhausen.
Om aan de meedogenloosheid die hij in het kamp zag te ontsnappen, verzette hij zijn aandacht naar de manipulatie van nummers. Zonder pen en papier werkte hij aan de methodes in zijn hoofd en alleen de eindresultaten werden opgeschreven op de spaarzame stukjes papier die hij kon bemachtigen.
In 1944, na bijna zeven jaar in gevangenschap, kwam hem ter ore dat hij geëxecuteerd zou worden. Zijn vrouw kocht bewakers om en kreeg hem naar een ander kamp overgebracht, vanuit waar hij ontsnapte. Snel werd hij opgepakt en naar een andere gevangenis gestuurd, maar met hulp van zijn vrouw die haar juwelen had verpand, ontsnapte hij een laatste keer naar Zwitserland.

## Leven na de oorlog
In Zwitserland begon hij met lesgeven van zijn hoofdrekenmethode en verwierf enige faam. Hij was voornamelijk succesvol bij kinderen die moeite hadden met de normale wiskundelessen.